# Lysimachia-See
Der Lysimachia-See (griechisch Λίμνη Λυσιμαχία) ist ein See in Griechenland. Der Lysimachia-See liegt in der Präfektur Ätolien-Akarnanien, einem Bestandteil der Verwaltungsregion Westgriechenland südlich der Stadt Agrinio. Der Lysimachia-See umfasst eine Fläche von 13,2 km² und hat eine Uferlinie von ca. 17 km. Die größte Tiefe des Lysimachia-Sees beträgt 9 m.
Der Lysimachia-See ist einer der größten Seen in Griechenland und der zweitgrößte See sowohl bezogen auf die Präfektur Ätolien-Akarnanien als auch auf die Verwaltungsregion Westgriechenland. Unmittelbar östlich befindet sich der größte See Ätolien-Akarnaniens bzw. Westgriechenlands, der Trichonida-See. Beide Seen liegen in der ätolischen Ebene und bilden ein Ökosystem.
In der Vergangenheit waren beide Seen zu einem großen See vereinigt. Bis zum Ende des 19. bzw. Anfang des 20. Jahrhunderts waren die Uferregionen beider Seen dicht bewaldet. Durch Bewässerungsmaßnahmen wie auch Ausbau der Verkehrsverbindungen durch Bau der Nationalstraße 5, welche zwischen beiden Seen verläuft, wurde das Landschaftsbild rund um die Seen nachhaltig verändert. Hierbei spielte insbesondere der Anbau von Tabakpflanzen rund um Agrinio eine hervorgehobene Rolle.
Zwischen dem Lysimachia-See und dem Trichonida-See besteht ein kontrollierter Kanal zum Wasseraustausch. In den Lysimachia-See mündet der kleine Fluss Ermitsa. Der Lysimachia-See wird durch den Fluss Dimiko in den Acheloos entleert, welcher westlich des Sees von Norden nach Südwesten in das Ionische Meer fließt.